# 인천국민학교 보림분교
인천국민학교 보림분교는 대한민국 경상북도 영덕군에 있었던 공립 초등학교이다.

## 학교 연혁
- 일자 미상 보림분교장 설립
- 1965년 3월 1일 인천국민학교 보림분교 개교
- 1993년 3월 1일 폐교 및 인천국민학교 통폐합

## 참고 자료
- 인천국민학교보림분교장 - 한국교육학술정보원 학교알리미